# 桃樂絲·漢彌爾
桃樂絲·史都華·漢彌爾（Dorothy Stuart Hamill，1956年7月26日—），美國花式滑冰運動員，曾獲1976年冬季奧運會冠軍，及同年世界錦標賽冠軍。

## 早年生活
桃樂絲·漢彌爾生於芝加哥，是查爾摩斯和卡羅·漢彌爾（Chalmers and Carol Hamill）的第三個小孩。她的哥哥名叫山迪（Sandy），姐姐則名為瑪西亞（Marcia），他們的父親是一名機械工程師。在她出生後不久，全家搬到格林尼治的河畔，她就在那裏度過童年。
1965年初，八歲的漢彌爾開始上每周一次的滑冰團體課程。她對這項運動愈來愈認真，下一季起便接受私人授課，並在季節性冰場於三月關閉前接受第一次初級圖形測驗。她每天早起，清晨四點半就到冰場練習。漢彌爾最初的教練是奧圖·格德與古斯塔夫·路西。她居住地區的冰場是有時限的，因此後來她轉到紐約市的天空冰場（Sky Rink）訓練，訓練時盡可能在朋友家過夜。夏季，漢彌爾到普萊西德湖練習，稍後又隨她當時的教練桑妮雅·東菲爾德轉到多倫多訓練。在她早年的滑冰生涯中，她父親每年要花兩萬美金在她的訓練費用、旅費、生活費以及表演服裝上。
到1970年春季為止，漢彌爾都一直在河畔的公立學校念書，但此時她需要一間輔導較為靈活的學校，以配合她的滑冰練習時間表，於是她進入科罗拉多学校高中，後來從那裡畢業。

## 賽事成績
| 賽事                           | 1968–69 | 1969–70 | 1970–71 | 1971–72 | 1972–73 | 1973–74 | 1974–75 | 1975–76 |
| ------------------------------ | ------- | ------- | ------- | ------- | ------- | ------- | ------- | ------- |
| 冬奧                           |         |         |         |         |         |         |         | 1st     |
| 世錦賽                         |         |         |         | 7th     | 4th     | 2nd     | 2nd     | 1st     |
| 美錦賽                         | 1st N.  | 2nd J.  | 5th     | 4th     | 2nd     | 1st     | 1st     | 1st     |
| 霧笛盃                         |         |         |         | 1st     |         |         |         |         |
| 聖傑維盃                       |         |         |         | 1st     |         |         |         |         |
| 里奇蒙盃                       |         |         |         |         | 1st     |         |         |         |
| 組別： N. = 新人； J. = 青少年 |         |         |         |         |         |         |         |         |

## 外部連結
- Dorothy Hamill在互联网电影资料库（IMDb）上的資料（英文）